# Лукши-докши
Лукши-докши (также лукши, докши, декши, дакши; англ. lukshi, dokshi, dekshi, dakshi; самоназвание: dəkshi) — чадский язык (или диалект), распространённый в центральных районах Нигерии (в штате Баучи). Входит в состав кластера дас группы южные баучи (заар) западночадской языковой ветви.
Численность говорящих — около 1130 человек (1971). Язык/диалект бесписьменный.

## Классификация
Идиом лукши-докши является частью языкового кластера дасс, в рамках которого рассматривается или как диалект (часть диалектного пучка) или как самостоятельный язык. Помимо лукши-докши в данный кластер включаются языки/диалекты дурр-бараза (дуур-бараза), зумбул, ванди (ванди-вангдай) и дот (зоди). Языки/диалекты объединения дасс являются частью подгруппы барава группы южные баучи подветви баучи-баде западночадской ветви чадской семьи (группа южные баучи также может обозначаться как группа заар, или B.3, а подветвь баучи-баде как подветвь B).